# Hans Carossa

Hans Carossa (1912)

Hans Carossa (* 15. Dezember 1878 in Tölz; † 12. September 1956 in Rittsteig bei Passau) war ein deutscher Schriftsteller (Lyrik und Erzählungen) und Arzt. Seine Arztpraxis gab er schließlich auf, um sich ganz seiner literarischen Betätigung widmen zu können.

## Leben

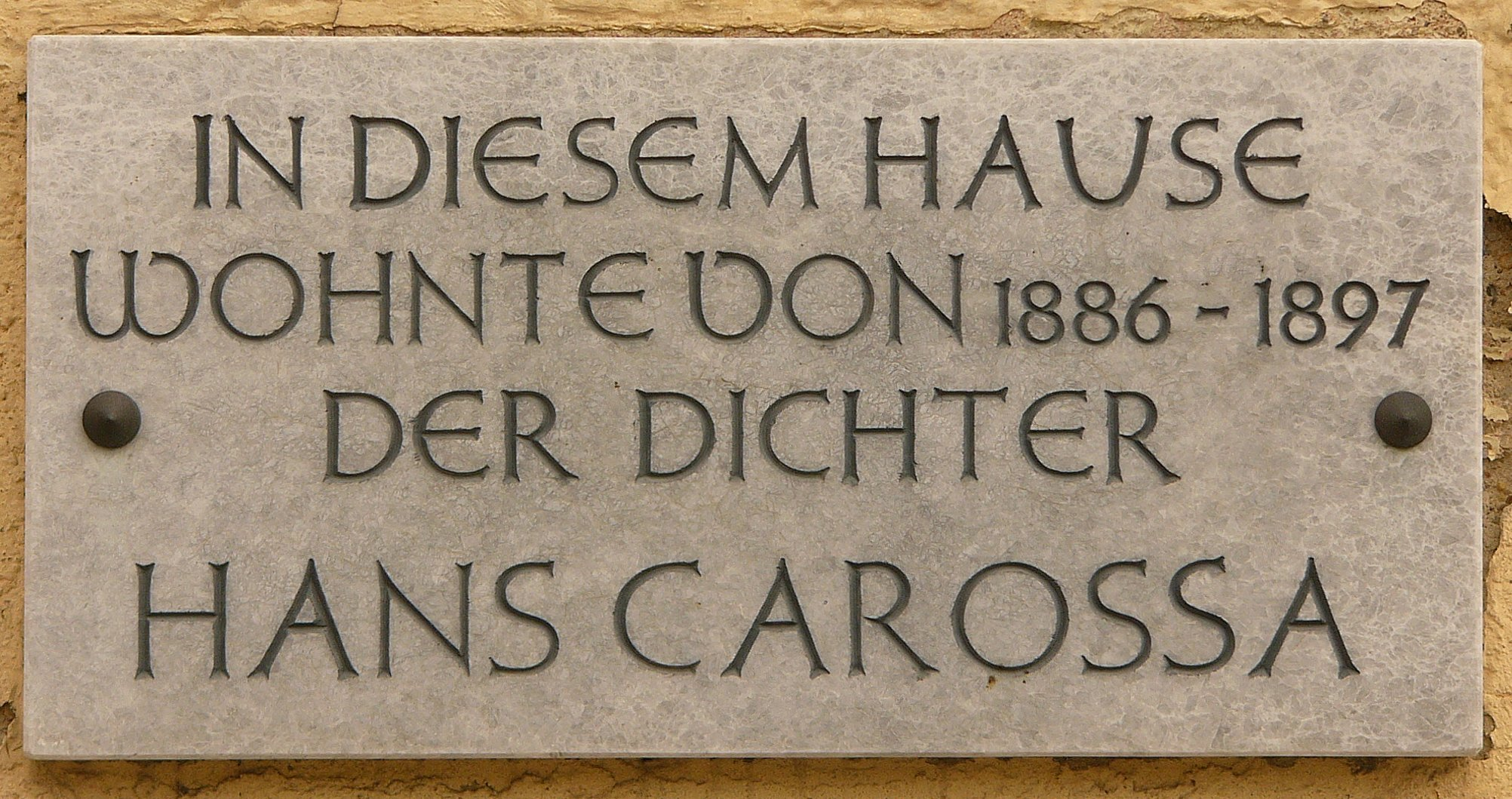
Gedenktafel am Haus Marktplatz 36 in Pilsting

Hans Carossas Vater, Karl Carossa, war Arzt und auf die Behandlung von Lungenkrankheiten spezialisiert. Hans Carossa besuchte ab 1888 das Humanistische Gymnasium in Landshut und bestand dort 1897 sein Abitur. Carossa begann sein Medizinstudium in München, wo er u. a. die Vorlesungen von Siegfried Mollier und Johannes Rückert besuchte. Nach dem Wechsel nach Würzburg und nach Leipzig konnte er 1903 mit einer Arbeit über Dauerfolge der Zweifel’schen Methode bei veralteten Dammrissen dritten Grades zum Doktor der Medizin abschließen. 1904 übernahm er die Praxis seines Vaters in Passau. In jenen Jahren war er mit der Mäzenatin Auguste Unertl in Waldkirchen, dem späteren Schriftsteller Jules Siber und der späteren Schriftstellerin Emerenz Meier befreundet.
1906 schickte Carossa selbst verfertigte Gedichte an Richard Dehmel und kam über ihn in Kontakt mit Hugo von Hofmannsthal. Dieser vermittelte ihn weiter an den Insel-Verlag, bei dem von da an alle Werke Carossas erschienen. Am 11. Juli 1907 heiratete er Valerie Endlicher, mit der er bereits einen Sohn Hans Wilhelm Carossa (* 20. Oktober 1906; † 9. Juli 1968) hatte. Als seine Frau am 4. Juli 1941 nach längerer Krankheit verstarb, ermöglichte dies Carossa die Legalisierung seiner seit 1926 bestehenden Beziehung zu Hedwig Kerber, aus der die 1930 geborene Tochter Eva Kampmann-Carossa (* 12. August 1930; † 27. März 2021), die spätere Herausgeberin seiner Briefe und Tagebücher und Hüterin seines Nachlasses, hervorgegangen war. Die Eheschließung erfolgte am 7. Juli 1942. In seinem ersten Prosastück Die Schicksale Doktor Bürgers von 1913 setzte er seiner ersten Frau mit der Figur der Hanna Cornet ein literarisches Denkmal. Die Optik des Arztes ist aus dem Werk Carossas nicht wegzudenken, wie auch in Der Arzt Gion (1931) und Tagebuch eines jungen Arztes (1955).
Im Ersten Weltkrieg war Carossa 1916 bis 1918 als Bataillonsarzt im bayerischen Reserveinfanterieregiment 19 an der rumänischen Front und der Westfront im Einsatz. Im Dezember 1916 musste er Pater Rupert Mayer das linke Bein amputieren. In Rumänien entstand auch das tagebuchartige Werk Rumänisches Tagebuch, das 1924 im Druck erschien und in den Auflagen ab 1934 bis zum Ende der NS-Diktatur den Obertitel „Tagebuch im Kriege“ trug.
Nach der NS-Machtübernahme 1933 wählte Carossa die Innere Emigration und lehnte seine Berufung in die Deutsche Akademie der Dichtung ab. Seine Einstellung machte er auch durch seinen Vortrag „Wirkungen Goethes in der Gegenwart“ deutlich, gehalten im Juni 1938 bei der Versammlung der Goethe-Gesellschaft in Weimar vor dem Hintergrund des am 12. März erfolgten Anschlusses Österreichs und der sich zuspitzenden Sudetenkrise. In dieser noch im selben Jahr im Druck erschienenen Rede prangerte er öffentlich in aller Deutlichkeit die Unmenschlichkeit und Gewalttätigkeit des NS-Regimes an und bezog zu einer Eroberungspolitik mit dem Ziel der Weltreichsgewinnung kritisch Stellung: „Die überirdische Stimme (Goethes), die uns zu Liebe, zur Schonung und Duldung, zum Verzicht auf Gewalt, zur Entsagung beruft, diese Erlöserstimme ist für jeden immer hörbar“. Besonders an die Jugend gewandt, schloss er seine Rede mit dem Satz: „Bekennen wir uns, Gehende wie Kommende, zum Orden derer, denen alle Länder und Meere der Welt nicht genügen würden, wenn das Reich des Geistes und des Herzens unerobert bliebe.“ Er nahm aber 1938 den Goethepreis der Stadt Frankfurt, sowie 1941 beim Europäischen Dichtertreffen die Ernennung zum Präsidenten der nationalsozialistischen „Europäischen Schriftsteller-Vereinigung“ an. „Im nächsten Jahr blieb er der peinlichen Veranstaltung fern.“ Carossas durch Briefe, Tagebucheinträge und Unterstützung vom NS-Regime Verfolgter belegte Distanz zur NS-Diktatur steht demnach paradoxerweise das Faktum gegenüber, dass er vom NS-Regime mit dem Ziel, den Anschein eines normal funktionierenden „bürgerlichen“ Kulturbetriebes aufrechtzuerhalten, für seine Zwecke instrumentalisiert wurde, dass er zu den meistgeförderten Schriftstellern Deutschlands gehörte und 1944, in der Endphase des Zweiten Weltkriegs, von Hitler in die Sonderliste der Gottbegnadetenliste mit den sechs wichtigsten deutschen Schriftstellern aufgenommen wurde, obwohl sein Werk keineswegs von nationalsozialistischem Gedankengut geprägt ist.
Erfolg und Ehrungen im neutralen und auch im befreundeten (faschistischen) Ausland (Premio San Remo 1939) und der finanzielle Aufstieg – Vervierfachung seiner Einnahmen im Jahr 1941 – trafen einen innerlich distanzierten Carossa, der seine Stellung auch einzusetzen wusste. So nutzte er 1941 mit Erfolg seine Kontakte zum Reichsminister für Volksaufklärung und Propaganda Joseph Goebbels, um Alfred Momberts Entlassung aus dem Konzentrationslager Gurs und die Genehmigung seiner Ausreise ins Schweizer Exil zu erwirken. Auch für die Freilassung von Peter Suhrkamp setzte er sich erfolgreich ein. Kurz vor der Kapitulation 1945 plädierte er in einem Brief an den Oberbürgermeister von Passau, die Stadt kampflos zu übergeben, und wurde dafür in Abwesenheit zum Tode verurteilt; das schnelle Anrücken der US-Armee rettete ihn.
Nach Kriegsende konnte er nach kurzer Unterbrechung beinahe nahtlos an seine früheren schriftstellerischen Erfolge anknüpfen und wurde erneut zu einem der meistgelesenen deutschen Schriftsteller. In der Bundesrepublik erreichte er erneut seine Popularität der 1920er und 1930er Jahre. Dies spiegelte sich in zahlreichen Ehrungen und den Festbeiträgen zum siebzigsten Geburtstag wider.
Trotz seines sich seit Anfang der 1950er Jahre zunehmend verschlechternden Gesundheitszustands arbeitete Carossa bis zuletzt als Schriftsteller (Gesamtausgabe 1949; Ungleiche Welten 1951; Tag des jungen Arztes 1955; Gedichte). Er empfing Besucher, darunter Martin und Paula Buber und Ernst Beutler, und unternahm noch Reisen in die Schweiz (1952) und nach Italien (1951 und 1952).
Am 12. September 1956 starb Carossa, ein gutes halbes Jahr nach dem Tod seiner am 22. Februar desselben Jahres verstorbenen Frau Hedwig. Die Grabstätte befindet sich auf dem Friedhof in Passau/Heining.

## Rezeption
Carossa ist als ein Vertreter der Neuromantischen Lyrik anzusehen, welche sich besonders durch reiche Stimmungsbilder auszeichnete. Er orientierte sich in seinem Frühwerk stilistisch und thematisch an Goethes Naturgedichten. Im Gegensatz zu der älteren Generation um die Jahrhundertwende zeichnen sich seine Gedichte durch einen melancholische Stimmung des Abschieds aus, vergleichbar den zeitgenössischen Dichtern in Österreich. Zudem weist sein „Ton der Ergriffenheit“ Ähnlichkeiten mit den Dichtern des deutschen Symbolismus auf.
Carossas Bestehen auf der Einheit der dichterischer Gestaltung mit einer seelenvollen Wirklichkeit im Sinne Goethes brachten ihm den Vorwurf der Idylle ein. Gegen seine Gedichte wurde aufgrund seiner Poetik der Vorwurf der Wirkungslosigkeit oder mangelnde Widerstandskraft erhoben. Auf die Kritik von Jean Améry, welcher Carossa einen „geschickt schreibende[n] Mittelständler“ nannte, antwortete der Literaturwissenschaftler Hartmut Laufhütte: „Wer einem so beunruhigenden Künstlertum durch die Jahre hin zugetan war, kann unmöglich nur auf Harmonie, Idylle und verwandte Klischees festgelegt“ werden. Sein Kollege Walter Hinck machte ebenfalls geltend, dass gegen den Vorwurf der heilen Welt die „genauere Bedeutung der angstbannenden ‚heilenden Welt‘“ angebracht sei. Carossa selbst stand allerdings als Arzt und Kriegsteilnehmer im Ersten Weltkrieg der Erfahrung existentiellen Leidens nicht so fern, wie man angesichts der relativen Abgeschiedenheit seines Schriftsstellerdaseins vermuten könnte.
Gedichte wie Unzugänglich schien der Gipfel (1916), Der alte Brunnen (1913–1920), das Lied Heimweg oder Via Appia, darin Dringlichkeit und Form ineinander sich fügen, transportieren seine poetologische Überlegung der Regeneration und die mit seinem gelernten Beruf des Arztes geteilte Ambition der Milderung von Schmerzen vorbildlich. Die Gedichte sind zumeist von Heiterkeit geprägt und trotz ihres melancholischen Tones fern von seelischer Düsternis.

### Kontroverse um die Rolle als Künstler in der Zeit der Inneren Emigration
Das künstlerische Wirken von Hans Carossa fällt in eine Zeit, welche durch beide Weltkriege und die Zeit des Nationalsozialismus, geprägt worden ist. Carossas Haltung wurde dadurch charakterisiert, das als schicksalhaft und unvermeidlich anzusehen, was tatsächlich Ergebnis politischer Entscheidungen und Handelns benennbarer Akteure ist. Anders als in der kritischen Kriegslyrik der Expressionisten oder der Exillyrik Brechts antwortet Carossas Spätlyrik nicht mit Kritik oder dem Aufruf zu politischem Handeln und im Unterschied zur Absoluten Lyrik Gottfried Benns auch nicht mit einer Strategie der Immunisierung durch Distanzierung, sondern mit Angeboten des Trostes, die auf einem Perspektivenwechsel beruhen. Statt auf das individuelle und kollektive Leiden wird der Blick – die Bedeutung des sterblichen Ich relativierend – auf die Unverletzlichkeit und Schönheit der ewigen Naturordnung göttlichen Ursprungs gerichtet.
Carossa, der 1938 den Goethe-Preis der Stadt Frankfurt erhielt und als Vertreter der inneren Emigration gilt, dichtete beispielsweise 1943 in seinem Gedicht Gestreift vom Todeswind: Und unsre Tische festlich schmücken / Auch wenn wir untergehn / An gelbem Blatt glänzt eine Traube In jugendschöner Hand / der Herbst ließ dem entfärbten Laube / noch einen grünen Rand. Das Gedicht greift wie die früheren Gedichte den goetheschen Ansatz der Regeneration auf und fügt dem, an damals populäres Gedankengut Friedrich Nietzsches und Martin Heideggers anknüpfend, den Gedanken einer Intensivierung des Bewusstseins von der Kostbarkeit des Lebens und des Jetzt, der Schönheit des noch so flüchtigen Augenblicks, durch die allgegenwärtige Todesgefahr hinzu. Aus der Kombination dieser Motive sollen Gelassenheit in der Gefahr und Trost im Leiden an Schmerz, Verlust und Sterblichkeit gewonnen werden.
Im Gegensatz zu vielen Mitläufern und Angepassten, die sich in Schweigen hüllten, verarbeitete Carossa die NS-Zeit und seine eigene Rolle durchaus selbstkritisch in verschiedenen Gedichten und seinem Buch Ungleiche Welten von 1951. Wie andere Schriftsteller und Künstler, die sich nicht zur Emigration hatten entschließen können, wurde jedoch auch er dennoch später mit äußerst scharfer Kritik konfrontiert; Ungleiche Welten verschleiere und beschönige, stelle den Dichter als unpolitisch dar und die Nationalsozialisten als Schicksalsmacht, gegen die kein Widerstand möglich gewesen sei. Positiv über das Buch urteilt hingegen der Literaturwissenschaftler Rüdiger Görner: „Erinnerung bedeutete für Carossa Zeugnis ablegen, sich zur Rechenschaft ziehen, ohne deswegen die poetische Sprache aufzugeben. In ‚Ungleiche Welten‘, seinem Lebensbericht aus dem Jahr 1951, ist ihm das wie kaum einem in seiner Zeit Verstrickten gelungen. Gäbe es nur dieses eine Buch von Carossa, es genügte, um ihm auf immer einen Logenplatz in der deutschsprachigen Literatur zu sichern.“ Bereits Thomas Mann hatte nach der Lektüre des Buches sein Verdammungsurteil über Carossa revidiert: Ungleiche Welten sei ein „Buch, dessen noble Menschlichkeit in seiner Sprache reinsten Ausdruck findet“. Auch Alfred Andersch äußerte sich in einer Radiobesprechung überaus positiv: „Wer hätte gedacht, dass ausgerechnet Hans Carossa uns die ruhigste, klarste und gerade deshalb schonungsloseste Analyse des Nationalsozialismus liefern würde.“ Letztlich hängt die Bewertung von Carossas Verhalten unter der Diktatur von der Frage ab, ob und wie Carossa sich seiner Vereinnahmung durch das NS-Regime hätte entziehen können, ohne den Kontakt zu seiner Leserschaft sowie sämtliche Einwirkungsmöglichkeiten einzubüßen oder sich gar persönlich in höchste Gefahr zu begeben.

## Auszeichnungen und Ehrungen

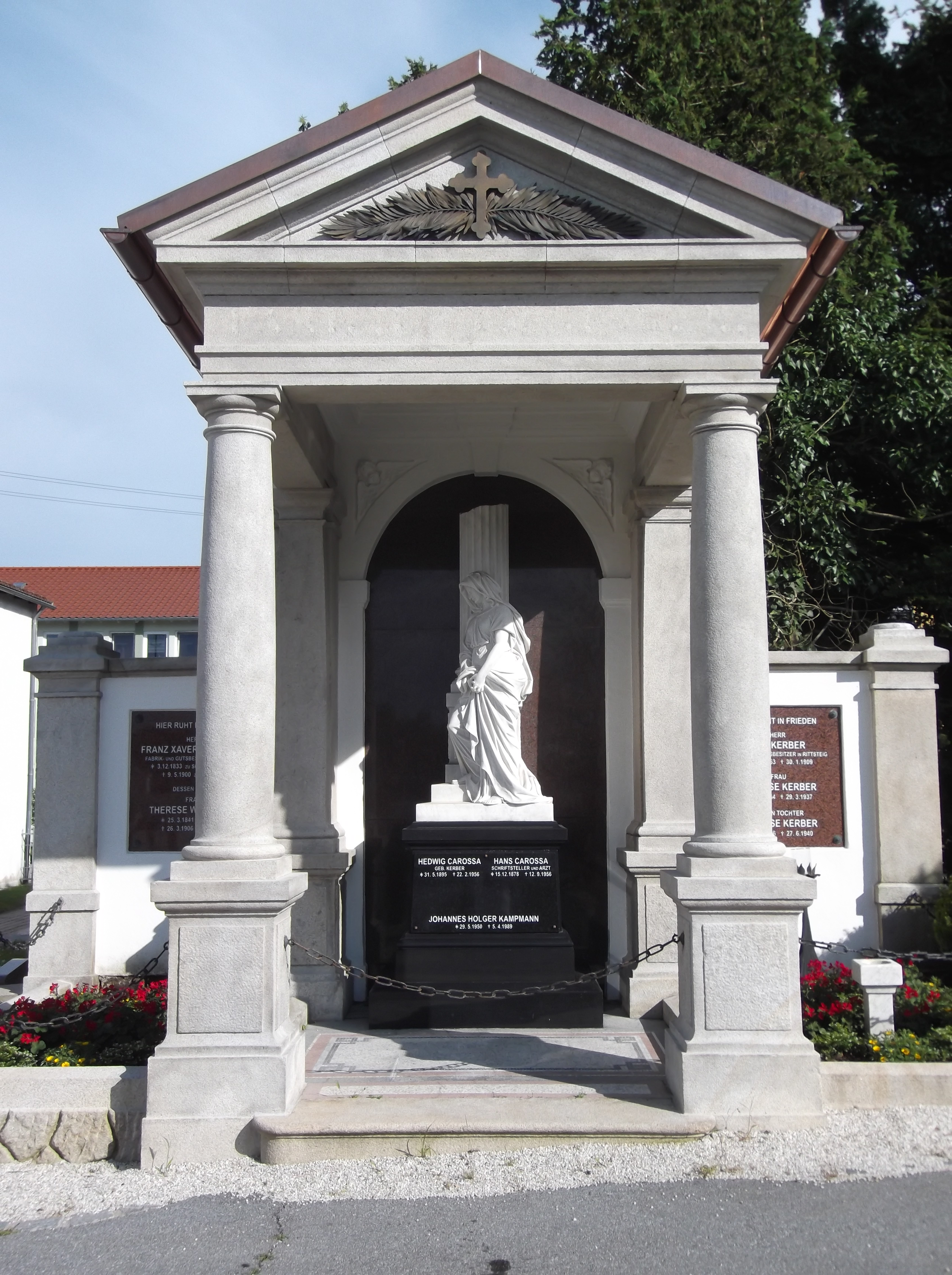
Grabmal Carossas und seiner Familienangehörigen

Hans Carossa ist der Namensgeber seiner ehemaligen Schule, des Hans-Carossa-Gymnasiums Landshut, und des Hans-Carossa-Gymnasiums in Berlin-Spandau, der Hans-Carossa-Grund- und Mittelschule Pilsting (Niederbayern), der Hans-Carossa-Grundschule Passau-Heining – in deren Nähe sich sein letzter Wohnsitz wie auch sein Grab befinden –, der Hans-Carossa-Klinik in Stühlingen sowie von Straßen in Deutschland und Österreich. Ein Antrag, das Hans-Carossa-Gymnasium in Berlin-Spandau wegen angeblicher NS-Belastung des Namensgebers umzubenennen, scheiterte im Jahr 2022 in den zuständigen Gremien der Schulgemeinde.

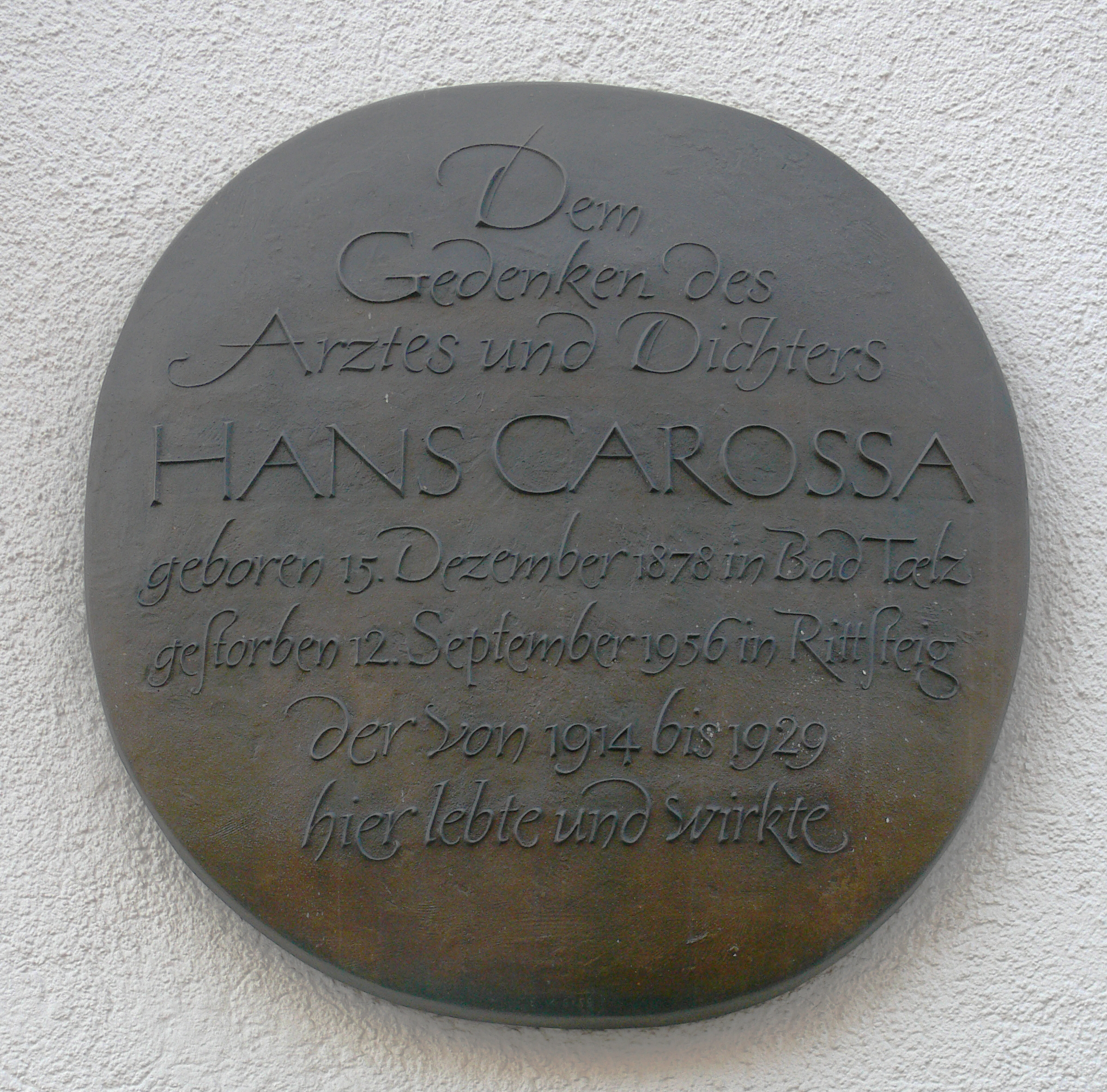
Gedenktafel für Hans Carossa in München

- 1928: Dichterpreis der Stadt München für Verwandlungen einer Jugend
- 1928: Bürgerpreis der Stadt Eisenach
- 1931: Gottfried-Keller-Preis
- 1938: Goethepreis der Stadt Frankfurt
- 1938: Ehrendoktor der Universität zu Köln[25]
- 1939: San-Remo-Preis
- 1948: Ehrenbürger von Passau und Landshut
- 1948: Ehrendoktor der Ludwig-Maximilians-Universität München[25]
- 1948: Gründungsmitglied der Bayerischen Akademie der Schönen Künste[25]
- 1950: Mitglied der Deutschen Akademie für Sprache und Dichtung
- 1953: Großes Bundesverdienstkreuz der Bundesrepublik Deutschland
- 1956: Paracelsus-Medaille der deutschen Ärzteschaft

Eine Ehrung besonderer Art war ein Besuch des Bundespräsidenten Theodor Heuss. Nach kurzen Aufenthalten in Vilshofen und Aldersbach fuhr die Wagenkolonne des Bundespräsidenten gegen 18 Uhr in Rittsteig (damals eine kleine Gemeinde in der Nähe von Passau, heute eingemeindet) vor. Das Gespräch Carossas mit dem Bundespräsidenten, der sich in Begleitung von Ministerialdirigent Boss befand, dauerte eine gute Stunde. Hauptthema des literarischen Gedankenaustausches war die Herausgabe der Gedichte von Hans Carossa durch Theodor Heuss, die in der Zeitschrift Die Hilfe erfolgt war.
Zahlreiche Kommunen widmeten Straßen nach seinem Namen, so z. B. Altötting, Fürstenzell, Gauting, Heining, Hofkirchen, Karlsfeld, Leiblfing, Mainburg, Massing, München, Münster, Rohrdorf, Unterschleißheim, Schärding, Stephansposching, Straubing, Wallersdorf und Weil am Rhein.
Sein Name steht auf dem Ehrenmal der Stadt Passau auf dem Innstadtfriedhof.

## Werke (Auswahl)

Handschrift Rauhes Land

- Stella mystica. Traum eines Toren. (Lyrische Flugblätter 10). Alfred Richard Meyer, Berlin 1907.
- Gesammelte Gedichte. Insel, Leipzig 1910.
- Die Flucht. Ein Gedicht aus Doktor Bürgers Nachlaß. Insel, Leipzig 1916.
- Doktor Bürgers Ende. Letzte Blätter eines Tagebuches. Insel, Leipzig 1913 (ab 1930 unter dem Titel Die Schicksale Doktor Bürgers. Die Flucht).
- Eine Kindheit. Insel, Leipzig 1922.
- Rumänisches Tagebuch. Insel, Leipzig 1924 (ab 1934 unter dem Titel Tagebuch im Kriege: Rumänisches Tagebuch).
  - Aus dem Rumänischen Tagebuch. Mit Zeichnungen von Hans Anton Aschenborn. Mehrere Auflagen ab 1931. Kranz-Bücherei Nr. 90, Diesterweg, Frankfurt am Main.
- Verwandlungen einer Jugend. Insel-Verlag, Leipzig 1928; Neudruck: Wiesbaden 1949 und 1960.
- Der Arzt Gion. Eine Erzählung. Insel, Leipzig 1931; Neudruck: Insel-Verlag, Wiesbaden 1949.
- Führung und Geleit. Ein Lebensgedenkbuch. Insel, Leipzig 1933.
- Der alte Taschenspieler. Bruchstück aus einem weltlichen Mysterium. In: Der Kunstwart Monatshefte für Kunst, Literatur und Leben. Band 43, Nr. 1, 1929/1930, S. 234–240; auch in: Hans Carossa u. a. (Hrsg.): Die Gabe. Dichtungen und Aufsätze. Wilhelm Hausenstein zum 50. Geburtstag zugeeignet. Knorr & Hirth, München 1932, S. 7–14; auch Insel, Wiesbaden 1956.
- Geheimnisse des reifen Lebens. Aus den Aufzeichnungen Angermanns. 1936; Insel, Frankfurt am Main 1992, ISBN 3-458-33164-6.
- Das Jahr der schönen Täuschungen. Insel, Leipzig 1941.
- Der Dichterabend. Aus der Geschichte einer Jugend. Seifert, Hameln 1941.
- Goethe in unserer Zeit: Der volle Preis. Christophorus, Freiburg 1962 (Schallplatte mit Lesung des Autors).
- Stern über der Lichtung: Neue Gedichte. Seifert, Hameln 1946; Vereinigung Oltner Bücherfreunde, Olten 1948; Insel, Wiesbaden 1949.
- Winterliches Rom. Seifert, Hameln 1946; Insel, Wiesbaden 1947.
- Tag in Terracina. In: Corona. Band 8, 1937/1938, Nr. 4, S. 378–388; Bremer Presse, München/Zürich 1938; Seifert, Hameln 1947; Vereinigung Oltner Bücherfreunde, Olten 1948.
- Worte zu einem antiken Grabrelief. Seifert, Hameln 1948.
- Aufzeichnungen aus Italien. Vereinigung Oltener Bücherfreunde, Olten 1946; Insel, Wiesbaden 1947; Seifert, Hameln 1948.
- Sämtliche Werke. Band 1–2. Insel, Wiesbaden 1949.
- Ungleiche Welten. Insel, Wiesbaden 1951.
- Raube das Licht aus dem Rachen der Schlange. Erinnerungen und Bekenntnisse. Ausgewählt und eingeleitet von Ludwig Emanuel Reindl. Die Arche, Zürich 1952.
- Reise zu den elf Scharfrichtern. Trajanus, Frankfurt 1953.
- Der Tag des jungen Arztes. Insel, Wiesbaden 1955.
- Die Frau vom guten Rat. Eine Erzählung aus dem Spätsommer 1947. Insel, Wiesbaden 1956.

postum erschienen
- Sämtliche Werke. Band 1–2. Insel, Frankfurt am Main 1962
- Briefe. Band  1–3. Hrsg. von Eva Kampmann-Carossa. Insel, Frankfurt am Main 1978–1981 (Band  1 in 2., revidierter und erweiterter Auflage. Frankfurt am Main/Leipzig 1978–1997) ISBN 3-458-14980-5, ISBN 3-458-04987-8, ISBN 3-458-04982-7.
- Tagebücher. Band  1–2. Hrsg. von Eva Kampmann-Carossa. Insel, Frankfurt am Main 1986–1993, ISBN 3-458-14312-2, ISBN 3-458-16512-6.
- Jubiläumsausgabe zum Hundertsten Geburtstag von Hans Carossa, Band 1–5. Insel, Frankfurt am Main 1978, ISBN 3-458-05971-7.

## Vertonungen
- Heinz Wimmer vertonte mehrere Gedichte von Carossa für Singstimme und Klavier.
- Das Elektronik-Musikprojekt Kirchohmfeld vertonte Carossas Gedicht Der alte Brunnen mit den Tracks Brunnen I  auf dem Debütalbum Sic transit gloria mundi (1997) und Brunnen-Dance auf Diode (1999)